# 비토리오 베네토급 전함

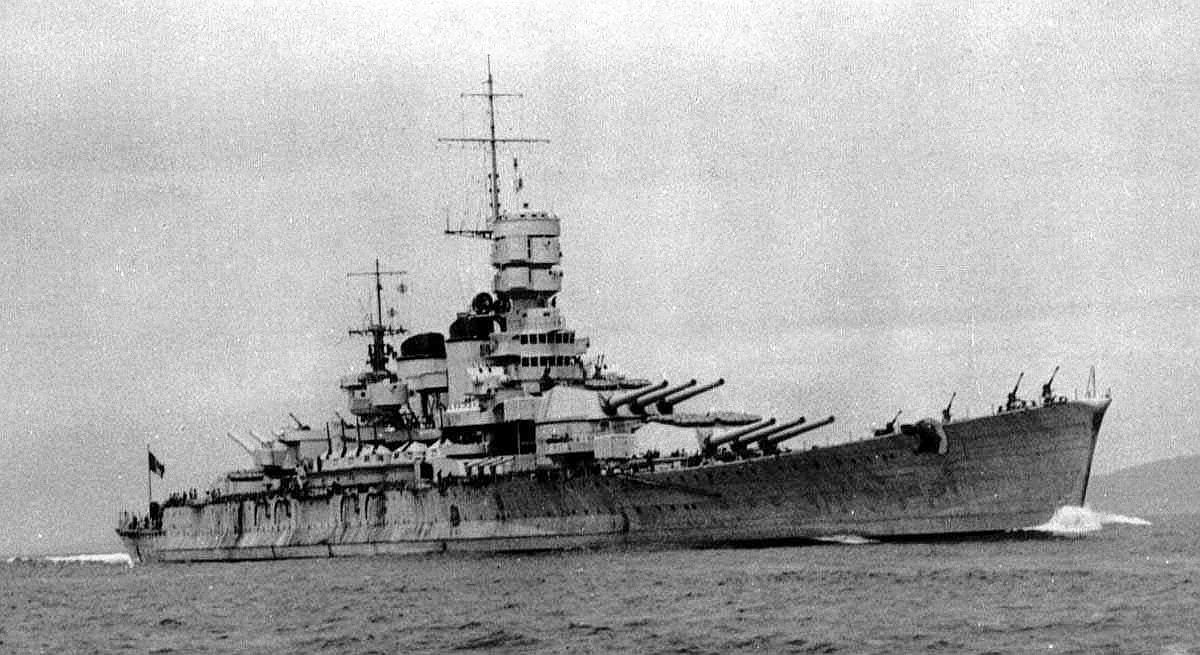

비토리오 베네토급 전함(Classe Vittorio Veneto) 혹은 리토리오급 전함(Classe Littorio)은 이탈리아 해군의 전함이다. 전기의 2척은 워싱턴해군군축조약에서 대함건조규정에 기초하였고, 후기 2척은 순수한 증강분으로 건조되었다.
이 함급은 1930년대에 프랑스 해군의 됭케르크급 전함, 리슐리외급 전함에 대항하게끔 개발되었고 1940년부터 취역을 개시했다. 건조는 무솔리니가 구상하고 있던 신로마제국의 지중해 지배계획의 일환이었다.

## 설계
이 함급은 주요 해상강국에서 건조한 근대형전함의 효시로 기본적으로는 카보우르급 전함의 확대개량형이다. 리토리오, 비토리오 베네토에 이어 건조된 로마, 임페로는 이전 2척의 실적을 취사하여 설계가 일부 개편되었으며 자료에 따라서는 로마급으로 따로 두는 경우도 있다. 당시 신건조전함의 기준배수량은 35000톤으로 억제하고 있었는데 이 배도 당초엔 이 배수량으로 계획하였지만 결과적으로는 41000톤이 되었다.(공표는 35000톤) 주포는 38.1cm로 (열강의 다른 주포에 비해)작은 편이지만 50구경, 빠른 초구탄속으로 하여 40.6cm포에 뒤지지는 않았다. 또 함미의 3번 포탑이 약간 높은 위치에 있는 것은 사격 시에 함미에 있는 탑재정(艇)에 손상이 가지 않게 하기 위함이었다.
메인 기관 출력은 속력30노트를 발휘하기 위해 140000마력의 4축 추진으로 하였는데 1개소의 피탄으로 추진력을 잃지 않게 하기 위해 보일러실을 사이에 두고 앞 기관실(외현엔진룸), 뒤 기관실(내현엔진룸)을 설치했다. 현측의 수선하방어는 개장 후의 카보우르급과 마찬가지로 함내현측에 수중폭발의 충격을 흡수하는(그러나 오히려 충격을 증폭시키는 결점이 있다.) 커다란 원통을 설치한 프리에제 방식이다. 단 수선부장갑은 대 38cm철갑탄방어로서 250mm의 중간구획에서 외측 70mm 피모파괴용경화동(銅), 내측 280mm의 KC갑철(甲鐵), 계 350mm의 장갑을 11도 경사로 장비하였다. 함수는 조파저항을 경감하기 위해 구상(球狀)함수를 채용했다. 하지만 이것은 항해시에 진동이 발생하여 좋지 않다고 판단하여 준공 후에 함수길이를 1.5m연장하였다.
밸런스가 잡힌 무장과 고속항해가 가능한 성능에서 이 배는 제2차 세계대전 중의 전함 가운데서 비스마르크급 전함이나 리슐리외급 전함에 어깨를 나란히 하는 유럽의 명함이 될 터였지만 연료부족이나 상층부의 전의부족에 의해 소극적인 운용에만 종사한 결과 눈에 띄는 활약도 하지 못했고 이탈리아가 항복하고 끝을 맞이했다. 1943년에는 연합군의 공습에 의해 손상을 입었고 더욱이 로마는 독일군에게도 공격을 받아 프리츠X의 공격에 의해 폭침되었다.
게다가 설계단계에서 활동범위가 지중해방면 한정에 가까웠기에 다른 열강의 전함에 비하여 항속거리가 짧아서 4000해리였다. 이탈리아 항복 후 연합군에서는 이 배의 고속성능을 살려서 항모부대 호위도 생각했지만 항속거리가 짧았기 때문에(일본의 야마토급 조차도 7200해리) 부적합하다고 판정, 결과적으로 짧은 항속거리가 이 배의 가치를 떨어트렸다.
적절치 못한 운용 및 비싼 평시유지비가 애로사항이 되어 이 함급은 구식인 카이오 두일리오급보다도 먼저 폐함되었고, 어떤 배는 연합국에 배상함으로 양도되었다.

## 동형함
- 비토리오 베네토
- 리토리오
- 로마(Roma)
- 임페로(Impero)

## 참고자료
- 리토리오급
- 세계의 함선 2006년 2월호 - 카이진샤